# Караунасы

Территория Чагатайского улуса в конце XIII века

Караунасы, никудерийцы (монг. караунас) — одно из средневековых монгольских племён. Упоминаются в «Сборнике летописей» и других средневековых текстах. В настоящее время этническая группа в составе хазарейцев. 

## Этноним
В русском переводе Л. А. Хетагурова «Сборника летописей» этноним отражён в форме караунас. В монгольском переводе Ц. Сүрэнхорлоо этноним отражён в формах караунас и карунас, в английском переводе У. М. Такстона — в форме qara'unas. Имя никудерийцы караунасы получили от своего полководца Никудера — внука Чагатая.
Названия каракунас, кара-кунас используют для обозначения аиста. Именем караунас могулы (жители Могулистана) именовали чагатаев (жителей западной части Улуса Чагатая). Могулистанцы «караунасами = карагунасами» называли тех людей, у кого смешанное происхождение. Исследователи отмечают, что у туркменов этноним «гарнас» передаёт значение «смесь», «конгломерат». Другие формы термина: карагунас, караун, карционас, карро, скарани, камонас, скерани.

## История
Караунасы в «Сборнике летописей» упоминаются под управлением следующих эмиров: Беки-бахадура из племени кунгират, Ханду-битикчи из племени илдуркин, ответвления сулдусов, Хулкуту-курчи из племени мангут. По одной из трактовок, караунасы — род в составе монгольского племени сулдус. 
Караунасы — потомки монгольских воинов, дислоцированных в Афганистане. Они стали одной из предковых групп для хазарейцев и вошли в их состав в качестве одной из этнических групп. Кроме хазарейцев часть караунасов вошла в состав киргизов (род кара-кунас в составе племени джору, ветвь адигине).
Описывая страну Кабул Бабур пишет:

В Кабульской области живут различные племена. В долинах и равнинах живут аймаки, тюрки и арабы; в городе и некоторых деревнях живут сарты, в других деревнях и областях обитают [племена] Пашаи, Параджи, Таджики, Бирки и Афгани. В горах Газни живут племена Хазара и Никудери; среди хазарейцев и никудерийцев некоторые говорят на могольском языке.
Термин караунас употреблялся монголами для обозначения племён, образовавшихся от смешения монголов с туземцами. Караунасы, о которых говорит Марко Поло, кочевали вдоль восточных границ Персии; кроме того, монголы Семиречья и Восточного Туркестана называли караунасами джагатайцев, подданных Тимура и тимуридов. 

### Сплочение каранаусов вокруг Никудера
Обособление каранаусов произошло в 70—80-е годы XIII в. в ходе смут и междоусобиц, характерных для улусов Хулагу и Чагатая. Вождём, вокруг которого произошло их сплочение, стал крупный монгольский полководец Никудер — внук Чагатая. Он был одним из военачальников монгольской армии, направленной в 1249 г. в сторону Индии и Систана. В начале западного похода Хулагу, в 1256 г., Никудер вместе с Кутбукой-нойоном возглавлял левое крыло его армии. 
После ухода Никудера вместе с семьёй и ближайшими соратниками в области Кермана и Юго-Восточного Хорасана возникает самостоятельное военно-кочевое объединение караунасов, известное как Никудерийская орда. На протяжении двух веков караунасы были исключительно дееспособной военно-политической силой Чагатайского улуса. Занимая стратегические области в окрестностях Гиндукуша, они контролировали основные трассы между Индией, Средней Азией и Ираном. Это обстоятельство включало их в важнейшие политические события XIII—XV вв.